# Ebba Lund
Ebba Lund (geborene Ebba Kierkegaard; * 22. September 1923 in Kopenhagen; † 21. Juni 1999 ebenda) war eine dänische Widerstandskämpferin im Zweiten Weltkrieg, Chemieingenieurin sowie Mikrobiologin.

## Frühe Jahre und Widerstand
Lund war die Tochter von Søren Aabye Kierkegaard (1875–1956) und Anna Petrea Lindberg (1890–1980). Ihr Vater war Ingenieur. 1942 machte sie ihr Abitur an der Ingrid Jespersens Gymnasieskole. Nach dem Zusammenbruch der dänischen Regierung schloss sie sich der auf Sabotage ausgerichteten Widerstandsgruppe Holger Danske an. Gemeinsam mit ihrer Schwester Ulla  arbeitete sie bei der Untergrundzeitung Frit Danmark (Freies Dänemark), die bis zum Ende des Zweiten Weltkriegs eine Auflage von über sechs Millionen Exemplaren erreichen sollte. Sie war für die Fischerboote verantwortlich, die Juden heimlich in Sicherheit bringen sollten. Dank ihrer Verbindungen auf der nahe gelegenen Insel Christiansø organisierte Lund fast ein Dutzend Fischerboote für den Transport von Juden nach Schweden. Es gelang ihr auch, mehrere örtliche Grundbesitzer davon zu überzeugen, die Finanzierung dieser Fahrten zu übernehmen. Während ihrer Rettungsaktionen wurde sie als das Mädchen mit der roten Mütze oder Rotkäppchen bekannt, da sie einen roten Hut trug, um den Juden zu signalisieren, dass sie zu ihr geführt werden sollten. Der Widerstand half jedoch nicht nur jüdischen Menschen, sondern auch übergelaufenen deutschen Soldaten und anderen Widerständlern. Dank der Verbindungen innerhalb der Holger-Danske-Gruppe, einschließlich Bestechung und Partnerschaften mit Mitgliedern der deutschen Armee, konnte Lund mehrere Konfrontationen mit deutschen Truppen vermeiden.
Die Gruppe Holger Danske rettete in nur wenigen Wochen 700 bis 800 Juden, indem sie ihnen Fluchtmöglichkeiten bot.  Lund selbst war an etwa 500 dieser Einsätze beteiligt. Sie entging der Verhaftung, weil sie zu einem Zeitpunkt, als viele ihrer Widerstandskollegen festgenommen wurden, mit einer Blutvergiftung ins Krankenhaus eingeliefert wurde.

## Ausbildung und Forschung
Nach dem Krieg studierte Lund Chemieingenieurwesen und Immunologie. Anschließend besuchte sie Dänemarks Technische Universität, wo sie ihren Abschluss als Chemieingenieurin mit Spezialisierung auf Mikrobiologie machte. 1947 war sie an der Universität Kopenhagen am Biologischen Institut der Carlsberg-Stiftung beschäftigt.
Nach einem Umzug mit ihrem Ehepartner nach Göteborg war Lund von 1954 bis 1966 am Sahlgrenska-Universitätskrankenhaus und ab 1963 an der medizinischen Fakultät der Universität Göteborg tätig. Als Reaktion auf eine Poliomyelitis-Epidemie, die zu dieser Zeit in Dänemark auftrat, forschte sie über das Poliovirus. Ihre Arbeit betraf die Untersuchung von Zellkulturmethoden für die Erforschung und Diagnose von Polio. 1963 legte Lund ihre aus diesen Studien resultierende Dissertation mit dem Titel Oxidative inactivation of poliovirus zur Erlangung ihres Doktortitels an der Universität Kopenhagen vor. Neben Polio forschte Lund auch über Impfstoffe gegen die Maul- und Klauenseuche.
Lund wurde 1966 Leiterin der Abteilung für Virologie und Immunologie an der Königlichen Veterinär- und Landwirtschaftsuniversität in Kopenhagen. 1969 wurde sie die erste Professorin an dieser Einrichtung, bis sie 1993 in den Ruhestand ging. In dieser Zeit unterrichtete sie Epidemiologie sowie verschiedene Lehrgänge in Agrar- und Veterinärwissenschaften. Während ihrer Zeit an der Universität Kopenhagen führte sie umfangreiche Forschungsarbeiten durch, wozu die Inaktivierung von Viren in Abwasser und Meerwasser sowie die Erforschung der Toxoplasmose zählten.
Mit Hilfe des dänischen Pelzzüchterverbandes entwickelte sie 1969 das weltweit erste wirtschaftlich verwertbare Antigen, mit dem die Aleutenkrankheit, eine bei Nerzen weit verbreitete Infektion, diagnostiziert werden konnte. Dies ermöglichte es den Züchtern herauszufinden, welche Welpen anfälliger für die Krankheit waren und half bei der Frage, welche Welpen geimpft werden sollten. Der Impfstoff wurde europaweit verkauft.
Lunds Bibliographie umfasst 124 Schriften, davon 84 in englischer Sprache, sowie eine Vortragsreihe. Sie verfasste die beiden Lehrbücher Virology for Veterinary Students, 8. Auflage, und Immunology for Veterinary Students, 4. Auflage. Außerdem schrieb sie die Bücher Water Pollution und Gene Splicing und war gemeinsam mit ihrem Ehemann Autorin des Buches Water Reuse.

## Organisationen und Auszeichnungen
1968 arbeitete Lund mit der Weltgesundheitsorganisation zusammen, um die Auswirkungen der Wasserverschmutzung zu untersuchen.  Zu dieser Zeit kollaborierte sie auch mit der Europäischen Kommission bei der Bekämpfung verschiedener Krankheiten, darunter der Schweinepest sowie der Maul- und Klauenseuche.
Von 1970 bis 1976 war Lund Vorsitzende der Dänischen Gesellschaft für Pathologie. Sie war aktives Mitglied und Leiterin der Dänischen Gesellschaft für Naturschutz. 1968 wurde sie Mitglied und Leiterin der Akademie der Ingenieurwissenschaften und 1978 Mitglied der Königlich Dänischen Akademie der Wissenschaften. Von 1980 bis 1990 war Lund Vorstandsmitglied der Carlsberg-Stiftung und Vorsitzende des Carlsberg-Forschungszentrums. Von 1986 bis 1990 war sie Mitglied des Nationalen Rats für gesundheitswissenschaftliche Forschung und des Ethikrats. Schließlich war sie von 1986 bis 1991 Vorsitzende des Gentechnik-Rats.
1975 wurde Lund zum Ritter und 1984 zum Ritter ersten Grades vom Dannebrogorden ernannt. 1985 erhielt sie den Ebbe-Muncks-Preis für ihre Verdienste im Widerstand. 1994 führte sie mit dem United States Holocaust Memorial Museum ein Zeitzeugeninterview über ihre Kriegserlebnisse.

## Privates
Lund war zweimal verheiratet: 1944 mit Søren Løvtrup, von dem sie sich 1959 scheiden ließ, und 1978 mit dem US-Amerikaner Robert Berridge Dean, dem damaligen Abteilungsleiter der United States Environmental Protection Agency. 1944 kam ihre erste Tochter Vita zur Welt, 1948 ihre zweite Tochter Susanne und 1951 ihr Sohn Anders.